# 이노하라 요시히코
이노하라 요시히코(일본어: 井ノ原 快彦, 1976년 5월 17일 ~ )는 일본의 가수, 배우, 캐스터이며, 남성 아이돌 그룹 V6의 전 멤버이다. 소속 사무소는 STARTO ENTERTAINMENT.
도쿄도 출신. 쟈니즈 사무소 2대 부사장이자 2022년 10월 26일 부터 쟈니스 아일랜드 사장을 역임. 현재는 퇴임했다.

## 내력
- 1987년, 11살 때 쟈니즈 사무소에 들어간다[1].
- 1995년 11월 1일, V6의 멤버로서 〈MUSIC FOR THE PEOPLE〉으로 CD 데뷔. 데뷔 당시 19세.
- 2004년 4월, 고교 졸업이라고 하는 부친과의 약속을 지키기 위해서 과학 기술 학원 고등학교에 입학. 2005년 3월, 28세에 졸업.
- 2007년 9월 28일, 평소부터 교제 중이었던 여배우 세토 아사카와의 결혼을 발표. 2명이 모인 결혼 기자 회견은 쟈니즈 사무소 소속 탤런트로서는 처음. 다음날에 혼인신고 제출.
- 2009년 9월 11일, 매스컴 각 사에 2명의 직필 저명이 FAX로 아내·세토 아사카의 임신을 보고. V6 첫 부친이 된다.
- 2010년 2월 2일, 2010년 3월 29일부터 NHK 정보 프로그램 《아사이치》의 캐스터를 맡는 것이 발표된다.
- 2010년 3월 2일, 장남이 탄생[2].
- 2013년 11월 22일, 장녀가 탄생[3].

## 참가 유닛
- 헤이케하
- SMAP 학원
- J-Eleven
- 쟈니즈 Sr.
- V6
- 20th Century
- J-FRIENDS
- 바스데이즈
- 타이놋치
- 쟈니즈 동네 야구 팀

## 출연

### 정보 프로그램
레귤러
- 아사이치 (2010년 3월 29일 ~ , NHK 종합) - 캐스터

### 버라이어티 프로그램
과거
- 폰킥키즈 (2001년 ~ 2005년, 후지 TV)
- R30 (2004년 10월 ~ 2008년, TBS)
- 시마다 검정!! 국민적 잠재 능력 테스트 (2005년 ~ 2006년, TBS)
- 애트리트 응원 TV! 일본! 챠×3 (2006년 ~ 2007년, TBS)
- 초등학생 클래스 대항 30인 31각 제11·12회 (2006·2007년, TV 아사히) - 3대째 대회 위원장
- 백식~백으로 아는 하나의 지식~ (2006년 10월 ~ 2007년 3월, 후지 TV)
- 백식 (2007년 4월 ~ 2007년 9월, 후지 TV)
- 백식~백으로 아는 하나의 지식~ (2007년 10월 ~ 2008년 3월, 후지 TV)
- 백식왕 (2008년 4월 ~ 2013년 9월, 후지 TV)
- 타이놋치 (2008년 10월 14일 ~ 2010년 3월 23일, TBS)
- 망상 리스트 (2013년 10월 ~ 2014년 9월, 후지 TV)

게스트
- 스튜디오 파크로부터 안녕하세요 (2011년 3월 8일, NHK 종합)
- NHK 노래 자랑 (2011년 3월 6일, NHK) - 심사위원으로서 출연

단발
- 제43회 추억의 멜로디 (2011년 8월 13일, NHK) - 사회

### 드라마
- 카오 사랑의 극장 쇼난 펜션 길 (1991년 5월 27일 ~ 7월 19일, TBS계)
- 아내들의 극장 흰 셔츠의 여자 (1992년, 후지 TV계)
- 트윈즈 교사 제5화 (1993년, TV 아사히계) - 소네 카즈야 역
- 팔을 걷어붙인 간호사 이야기 2 (1994년 5월 13일, 후지 TV계)
- 돈이 없어! (1994년, 후지 TV계) - 아이자와 마사토 역
- 기묘한 이야기 칠석 특별편 《벌칙 게임》 (1994년 7월 7일, 후지 TV계)
- 가족 A (1994년, TBS계) - 카와무라 히로키 역
- 젊은이의 모든 것 (1994년, 후지 TV계)
- 개미여 안녕히 (1994년, TBS계) - 키무라 후미오 역
- STATION 제2화 (1995년, 닛폰 TV계)
- 세컨드 찬스 제7·8화 (1995년, TBS계)
- 끝나지 않는 여름 (1995년, 닛폰 TV계) - 히가시노 토오루 역
- V의 불꽃 (1995년, 닛폰 TV계) - 이노하라 요시히코 역
- 은량괴기파일 (1996년, 닛폰 TV계)
- 코치 (1996년, 후지 TV계) - 하야카와 나오히토 역
- 사이코메트라 EIJI (1997년, 닛폰 TV계) - 타미야 쇼키치 역
- 24시간 TV 〈사랑은 지구를 구한다〉 내 드라마 《용기라고 하는 것》 (1997년 8월 23일, 닛폰 TV계) - 카와카미 료타 역
- 코치 스페셜 (1997년 10월 9일, 후지 TV계) - 하야카와 나오토 역
- 스위트 시즌 (1998년, TBS계) - 칸다 신지 역
- 일입니다! (1998년, 후지 TV계) - 나가세 신이치로 역
- 프리즌 호텔 (1999년, TV 아사히계) - 타무라 세이지 역
- 우리들의 여행 제8화 (1999년, 닛폰 TV계) - 스트리트 뮤지션 역
- 사이코메트라 EIJI2 (1999년, 닛폰 TV계) - 타미야 쇼키치 역
- I LOVE 《big》 대작전 (2000년, 후지 TV계) - 이노하라 요시히코 역
- 사이코메트라 EIJI 스페셜 (1999년 9월 24일, 닛폰 TV계) - 타미야 쇼키치 역
- 토요일 와이드 극장 살의의 끝-광역 지정 188호의 여자- (2000년 12월 23일, TV 아사히계)
- NO KISS (2001년 9월 25일, 후지 TV계)
- 소년 타이야 실온~밤의 음악~ (2002년, 후지 TV계) - 키무라 역, 택시 운전기사 역
- 내일 날씨는 맑음. (2003년, 닛폰 TV계) - 마키하라 코헤이 역
- 연기자. I(아이)의 세계 (2004년, 후지 TV계) - 이노우에 역
- 기묘한 이야기 봄 특별편 《자신 카운셀러》 (2004년 3월 29일, 후지 TV계)
- 가장 중요한 데이트 도쿄의 하늘·샹하이의 꿈 (2004년, TBS계)
- 경시청 수사 1과 9계 (2006년, TV 아사히계) - 아사와 나오키 역
  - 경찰청 수사 1과 9계 SP (2006년, TV 아사히계) - 아사와 나오키 역
  - 경시청 수사 1과 9계 season2 (2007년, TV 아사히계) - 아사와 나오키 역
  - 경시청 수사 1과 9계 season3 (2008년, TV 아사히계) - 아사와 나오키 역
  - 신·경시청 수사 1과 9계 (2009년, TV 아사히계) - 아사와 나오키 역
  - 신·경시청 수사 1과 9계 season2 (2010년, TV 아사히계) - 아사와 나오키 역
  - 신·경시청 수사 1과 9계 season3 (2011년, TV 아사히계) - 아사와 나오키 역
  - 경시청 수사 1과 9계 제7시리즈 (2012년, TV 아사히계) - 아사와 나오키 역
  - 경시청 수사 1과 9계 제8시리즈 (2013년, TV 아사히계) - 아사와 나오키 역
  - 경시청 수사 1과 9계 제9시리즈 (2014년, TV 아사히계) - 아사와 나오키 역
  - 경시청 수사 1과 9계 season10 (2015년, TV 아사히계) - 아사와 나오키 역
- 하야미 씨라고 불릴 날 (2012년, 후지 TV계) - 하야미 쿄이치 역
  - 하야미 씨라고 불릴 날 스페셜 (2012년 6월 10일·17일, 후지 TV계) - 하야미 쿄이치 역
- 도쿄 밴드왜건~도시 대가족 이야기 (2013년, 닛폰 TV계) - 후지시마 나오야 역

### 영화
- 슛! (1994년 개봉) - 사사키 유타카 역
- PIKA☆NCHI LIFE IS HARD 그렇지만 HAPPY (2002년 개봉) - 카모가와 카고메 역 (겸 영화 원안)
- PIKA☆☆NCHI LIFE IS HARD 그래서 HAPPY (2004년 개봉) - 카모가와 카고메 역 (겸 영화 원안)
- Hard Luck Hero (2003년 개봉) - 이시이 나오토 역
- 선더 버드 일본어 더빙판 (2004년 개봉) - 스콧 트레이시 역
- 홀드 업 다운 (2005년 10월 28일 개봉) - 키마타 역
- 천국은 기다려준다 (2007년 개봉) - 니시오카 히로키 역
- FLOWERS -플라워즈- (2010년 개봉) - 미야자와 하레오 역
- PIKA★☆★NCHI LIFE IS HARD 아마도 HAPPY (2014년 개봉) - 카모가와 카고메 역 (겸 영화 원안)
- 461개의 도시락 (2020년 개봉) - 스즈모토 카즈키 역